# Vepric
Vepric je marijansko svetište u blizini grada Makarske.
Nastalo je 1908. godine po uzoru na pećinu Gospe Lurdske u Lourdesu. Osnovao ga je splitsko-makarski biskup Juraj Carić, koji je po svojoj želji u svetištu i pokopan. Svetište čine špilja s Gospinim kipom, kapela, oltar na otvorenom, postaje križnog puta i dr.
Čuvar i upravitelj svetišta u Vepricu bio je don Alojzije Bavčević, a od 21. kolovoza 2014. don Mijo Šurlin.

## Vanjske poveznice
- Službene web-stranice Svetišta  Arhivirana inačica izvorne stranice od 8. srpnja 2019. (Wayback Machine)
- Vepric na stranici Glasa Koncila  Arhivirana inačica izvorne stranice od 8. svibnja 2010. (Wayback Machine)
- Vepric na stranici TZ Makarske

### Ostali projekti
|  | Zajednički poslužitelj ima još gradiva o temi Vepric |